# Carmen Consoli
Carmen Consoli (San Giovanni la Punta, Catania, Italia, 4 de septiembre de 1974) es una cantautora y cantante italiana.

## Biografía
Carmen Consoli nació el 4 de septiembre de 1974. Desde niña mostró que su pasión era la música, su padre guitarrista la introdujo al blues y a la música negra. A partir de los 9 años empezó a tocar la guitarra eléctrica y a los 14 empieza a tocar con el grupo rock Moon Dog's Party.
A los 15, Carmen se marchó de casa para vivir en Roma y obedecer a su vocación. Debutó en 1996 en el Festival de Sanremo, donde obtuvo un buen resultado con Amore di Plastica, canción coescrita con su paisano Mario Venuti. En este año alcanzó notoriedad con las participaciones en distintas manifestaciones importantes - Concerto del 1.º de Mayo, Max Generation, Sonoria, Premio Recanati, Premio Tenco. Pero alcanzó el éxito en 1997 con "Confusa e felice", canción sobre su debut sanremese y primer sencillo de su segundo álbum que llega rápidamente a Disco de Oro y más tarde a Disco de Platino.

### Fragmentos de canciones
... Sai benissimo che una goccia inonda il cielo...
da Confusa e Felice, 1997

... Non hai mai sentito dire che la bellezza delle cose ama nascondersi...
da La bellezza delle cose, 1997

...Viva l'Italia, il calcio, il testosterone,gli inciuci e le buttane in preda all'ormone a noi ci piace assai la televisione, proprio l'oggetto – dico – esposto in salone...
da Mandaci una Cartolina,2009

## Discografía

### Álbumes
- Due Parole (1996)
- Confusa E Felice (1997) #6 ITA
- Mediamente Isterica (1998) #4 ITA
- Stato Di Necessità (2000) #8
- État De Necessité (2001, versión francesa de "Stato di necessità")
- L'Anfiteatro E La Bambina Impertinente (2001, en vivo con orquesta) #7 ITA
- L'Eccezione (2002) #1 ITA
- Carmen Consoli (2002/2003, versión inglesa de L'eccezione)
- Un Sorso In Più (2003, en vivo MTV Supersonic) #18 ITA
- Eva Contro Eva (2006) #1 ITA #85 CH
- Mediamente Isterica - Deluxe Edition (2008) #22 ITA
- L'Uomo Che Ama (2008) OST
- Elettra (2009)
- Per niente stanca (2010)
- L'Abitudine Di Tornare (2015)
- Eco Di Sirene (2018)
- Volevo Fare La Rockstar (2021)

### Sencillos
- "Quello Che Sento" (1995)
- "Amore Di Plastica" (1996)
- "Questa Notte Una Lucciola Illumina La Mia Finestra" (1996)
- "Lingua A Sonagli" (1996)
- "Confusa E Felice" (1997) #3 ITA
- "Venere" (1997)
- "Uguale A Ieri" (1997)
- "Mai Come Ieri" (1998) feat. Mario Venuti
- "Bésame Giuda" (1998)
- "Puramente Casual" (1998)
- "Eco Di Sirene" (1999)
- "Autunno dolciastro" (1999)
- "In bianco E Nero" (2000) #10 ITA
- "Parole di burro - Remix" (2000) #4 ITA
- "Orfeo" (2000)
- "L'ultimo bacio" (2000)
- "Gamine impertinente" (2001, sólo en Francia)
- "L'Eccezione" (2002) #4 ITA
- "Pioggia D'Aprile" (2003)
- "April Showers" (2003, sólo en España y Alemania)
- "Fiori D'Arancio" (2003)
- "Signor Tentenna" (2006)
- "Tutto su Eva" (2006)
- "Tutto L'Universo Obbedisce All'Amore" (2008) Franco Battiato feat. Carmen Consoli #5 ITA
- "L'appuntamento" (2009) Ornella Vanoni feat. Carmen Consoli
- "Non molto lontano da qui" (2009)
- "Mandaci una cartolina" (2010)
- "Guarda l'alba" (2010)
- "AAA Cercasi" (2011)
- "Il Conforto" (2016) Tiziano Ferro feat. Carmen Consoli

### DVD
- "L'Anfiteatro E La Bambina Impertinente" (2001, en vivo con orquesta)
- "Eva Contro Eva" (2008) #2 ITA

### Vídeos musicales
- "Amore Di Plastica" (1996)
- "Lingua A Sonagli" (1996)
- "Mai Come Ieri" (1998)
- "Bésame Giuda" (1998)
- "Eco Di Sirene" (1999)
- "Autunno Dolciastro" (1999)
- "Parole Di Burro" (2000)
- "L'ultimo bacio" (2001)
- "L'Eccezione" (2002)
- "Pioggia D'Aprile" (2003)
- "Fiori D'Arancio" (2003)
- "Signor Tentenna" (2006)
- "Tutto Su Eva" (2006)
- "Non molto lontano da qui" (2009)
- "Guarda l'alba" (2010)
- "AAA Cercasi" (2011)